# Haplochromis flaviijosephi
Haplochromis flaviijosephi é uma espécie de peixe da família Cichlidae.
Pode ser encontrada nos seguintes países: Israel e Síria.
Os seus habitats naturais são: rios, lagos de água doce e nascentes de água doce.
Está ameaçada por perda de habitat.